# Clancy Brown
Clarence John "Clancy" Brown III (Urbana, Ohio, Estados Unidos; 5 de enero de 1959) es un actor estadounidense de cine y televisión. Es más conocido por su papel de El Kurgan en el clásico de culto Highlander (Los Inmortales).
En 1992 protagonizó la película de terror Pet Sematary Two en el papel del sheriff Gus Gilbert. También se le recuerda por haber interpretado a personajes como el duro e imponente celador Byron Hadley en la premiada Cadena perpetua/Sueño de fuga, el Hermano Justin Crowe en la serie de HBO Carnivàle o el sargento Zim en Starship Troopers. También trabaja frecuentemente como actor de voz en series de televisión animadas, de entre las cuales destaca su papel como Eugene H. Cangrejo en la serie Bob Esponja desde 1999 y Lex Luthor en varios medios animados de DC Comics desde 1996. Sus otros papeles de voz incluyen siendo Long Feng en Avatar: la leyenda de Aang (2006), Savage Opress en Star Wars: La guerra de los clones (2011–2013), Surtur en Thor: Ragnarok (2017) y Shin Mao en Mao Mao: Héroes de puro corazón (2019). En los videojuegos, prestó su voz a Doctor Neo Cortex y Uka Uka en la franquicia original de Crash Bandicoot (1997-2003) y realizó la captura de movimiento y la voz de Hank Anderson en Detroit: Become Human (2018).
Interpreta al sheriff August Corbin en la serie de televisión estadounidense Sleepy Hollow.
En 2016 participó como parte del reparto de la superproducción estadounidense Warcraft, encarnando el personaje de Puño Negro.
En 2002 participó en el episodio "Encrucijada en el desierto" de la serie Star Trek: Enterprise.

## Biografía
Brown nació en Urbana, Ohio. Su madre, Joyce, era directora de orquesta, compositora y pianista; mientras que su padre, Bud, era congresista de Ohio y presidente de la junta en la empresa de publicación Brown, propiedad de la familia, iniciada por su abuelo, el congresista Clarence J. Brown.
Se graduó en la St. Albans School, en Washington D. C., y obtuvo una beca para la Universidad Northwestern. Se inspiró para convertirse en actor por un vecino que le introdujo a las obras de William Shakespeare.
Brown está casado con Jeanne Johnson desde 1993 y tienen tres hijos.

## Filmografía

### Cine
| Año  | Título                                                     | Personaje                        | Notas                                                        |
| ---- | ---------------------------------------------------------- | -------------------------------- | ------------------------------------------------------------ |
| 1983 | Bad Boys                                                   | "Viking" Lofgren                 |                                                              |
| 1984 | The Adventures of Buckaroo Banzai Across the 8th Dimension | Rawhide                          |                                                              |
| 1985 | Thunder Alley                                              | Weasel                           |                                                              |
| 1985 | The Bride                                                  | Monstruo de Frankenstein\|Viktor |                                                              |
| 1986 | Highlander                                                 | Victor Kruger / El Kurgan        |                                                              |
| 1987 | Extreme Prejudice                                          | Sargento mayor Larry McRose      |                                                              |
| 1988 | Shoot to Kill                                              | Steve                            |                                                              |
| 1988 | Moonwalker                                                 | Agente de policía                | Segmento: "Speed Demon"                                      |
| 1989 | Season of Fear                                             | Ward St. Clair                   |                                                              |
| 1990 | Blue Steel                                                 | Nick Mann                        |                                                              |
| 1990 | Waiting for the Light                                      | Joe                              |                                                              |
| 1991 | Ambition                                                   | Albert Merrick                   |                                                              |
| 1991 | Past Midnight                                              | Steve Lundy                      |                                                              |
| 1992 | Pet Sematary Two                                           | Sheriff Gus Gilbert              | Nominado – Fangoria Chainsaw Award for Best Supporting Actor |
| 1994 | The Shawshank Redemption                                   | Capt. Byron Hadley               |                                                              |
| 1995 | Dead Man Walking                                           | State Trooper                    |                                                              |
| 1996 | Female Perversions                                         | John                             |                                                              |
| 1997 | Starship Troopers                                          | Sgt. Charles Zim                 |                                                              |
| 1997 | Flubber                                                    | Smith                            |                                                              |
| 1999 | Claire Makes It Big                                        | Frank                            | Cortometraje                                                 |
| 1999 | The Hurricane                                              | Teniente Jimmy Williams          |                                                              |
| 2000 | Chump Change                                               | The Man                          |                                                              |
| 2002 | The Laramie Project                                        | Rob Debree                       |                                                              |
| 2003 | The Making of Daniel Boone                                 | Allan Kenton                     |                                                              |
| 2004 | Finding Neo                                                | Capt. Hadme                      | Cortometraje                                                 |
| 2004 | Gambling                                                   | El reverendo                     |                                                              |
| 2005 | Dogg's Hamlet, Cahoot's Macbeth                            | Dogg                             |                                                              |
| 2006 | The Guardian                                               | Capt. William Hadley             |                                                              |
| 2007 | Pathfinder                                                 | Gunnar                           |                                                              |
| 2007 | Parker                                                     | Max Crenna                       | Corto                                                        |
| 2008 | The Burrowers                                              | John Clay                        |                                                              |
| 2008 | The Express: The Ernie Davis Story                         | Roy Simmons                      |                                                              |
| 2008 | NASA Seals                                                 | Stone                            | Corto                                                        |
| 2009 | Slap                                                       | Joe                              | Corto                                                        |
| 2009 | The Twenty                                                 | John Simmonds                    |                                                              |
| 2009 | The Informant!                                             | Aubrey Daniel                    |                                                              |
| 2010 | A Nightmare on Elm Street                                  | Alan Smith                       |                                                              |
| 2011 | Cowboys & Aliens                                           | Meacham                          |                                                              |
| 2012 | John Dies at the End                                       | Dr. Albert Marconi               |                                                              |
| 2012 | At Any Price                                               | Jim Johnson                      |                                                              |
| 2012 | Hellbenders                                                | Father Angus                     |                                                              |
| 2013 | Sparks                                                     | Archer                           |                                                              |
| 2013 | Water & Power                                              | Turnvil                          |                                                              |
| 2013 | El llanto del diablo                                       | Kingsman                         |                                                              |
| 2013 | Homefront                                                  | Sheriff Keith Rodrigue           |                                                              |
| 2013 | The Trials of Cate McCall                                  | Brinkeroff                       |                                                              |
| 2013 | I Know That Voice                                          | Himself                          | Documental                                                   |
| 2014 | Just Before I Go                                           | Ted's Dad                        |                                                              |
| 2014 | When the Game Stands Tall                                  | Mickey Ryan                      |                                                              |
| 2014 | 99 Homes                                                   | Mr. Freeman                      |                                                              |
| 2016 | Hail, Caesar!                                              | Gracchus                         |                                                              |
| 2016 | Warcraft                                                   | Blackhand                        | Captura de movimiento                                        |
| 2017 | Little Evil                                                | Reverend Gospel                  |                                                              |
| 2017 | Stronger                                                   | Jeff Bauman, Sr.                 |                                                              |
| 2017 | Thor: Ragnarok                                             | Surtur                           | Voz                                                          |
| 2018 | Supercon                                                   | Adam King                        |                                                              |
| 2018 | Chappaquiddick                                             | Robert McNamara                  |                                                              |
| 2018 | The Ballad of Buster Scruggs                               | Çurly Joe                        | Segmento: "The Ballad of Buster Scruggs"                     |
| 2019 | La dama y el vagabundo                                     | Isaac                            |                                                              |
| 2019 | The Mortuary Collection                                    | Montgomery Dark                  |                                                              |
| 2020 | Promising Young Woman                                      | Stanley                          |                                                              |
| 2020 | Waldo                                                      | Joey Felt                        |                                                              |
| 2023 | John Wick: Chapter 4                                       | El Heraldo                       |                                                              |

### Televisión
| Año         | Título                                        | Personaje                      | Notas                               |
| ----------- | --------------------------------------------- | ------------------------------ | ----------------------------------- |
| 1983        | Los Dukes de Hazzard                          | Kelly                          | Episodio: "Too Many Roscos"         |
| 1987        | Corridos: Tales of Passion & Revolution       | John Reed                      | Telefilme                           |
| 1987        | The Room Upstairs                             | Kevin                          | Telefilme                           |
| 1987        | The Man Who Broke 1,000 Chains                | Flagg                          | Telefilme                           |
| 1989        | Fair Game                                     | Earl Dunning                   | Telefilme                           |
| 1990        | China Beach                                   | Joey                           | Episodio: "Strange Brew"            |
| 1990        | Johnny Ryan                                   | Johnny Ryan                    | Telefilme                           |
| 1991        | Love, Lies and Murder                         | David Brown                    | Telefilme                           |
| 1991        | Cast a Deadly Spell                           | Harry Bordon                   | Telefilme                           |
| 1992        | Revenge of the Nerds III: The Next Generation | Clarence                       | Telefilme                           |
| 1993        | Tales from the Crypt                          | Roger Lassen                   | Episodio: "Half-Way Horrible"       |
| 1993        | Desperate Rescue: The Cathy Mahone Story      | Dave Chattelier                | Telefilme                           |
| 1993        | Bloodlines: Murder in the Family              | Ben Guardino                   | Telefilme                           |
| 1993        | Last Light                                    | Teniente Lionel McMannis       | Telefilme                           |
| 1994 – 1995 | Tierra 2                                      | John Danziger                  | 21 episodios                        |
| 1995        | The Outer Limits                              | Sargento Linden Styles         | Episodio: "Afterlife"               |
| 1995        | Donor Unknown                                 | Nash Creed                     | Telefilme                           |
| 1996        | Radiant City                                  | Al Goodman                     | Telefilme                           |
| 1996        | Desert Breeze                                 |                                | Piloto                              |
| 1997 – 1998 | ER                                            | Dr. Ellis West                 | 7 episodios                         |
| 1998        | The Patron Saint of Liars                     | Son                            | Telefilme                           |
| 1999        | Vendetta                                      | Chief Hennessey                | Telefilme                           |
| 1999        | In the Company of Spies                       | Dale Beckham                   | Telefilme                           |
| 1999        | The Caseys                                    | Pete Casey                     | Piloto                              |
| 2000        | The Practice                                  | Fiscal de distrito Fox         | 2 episodios                         |
| 2000        | Yesterday's Children                          | Doug Cole                      | Telefilme                           |
| 2001        | Boss of Bosses                                | Andris Kurins                  | Telefilme                           |
| 2001        | Snow White: The Fairest of Them All           | The Granter of Wishes          | Telefilme                           |
| 2002        | Star Trek: Enterprise                         | Zobral                         | Episodio: "Desert Crossing"         |
| 2002        | Breaking News                                 | Peter Kozyck                   | 13 episodios                        |
| 2002        | Red Skies                                     | Edgar Sterling                 | Telefilme                           |
| 2002        | The Laramie Project                           | Rob Debree                     | Telefilme                           |
| 2003        | Normal                                        | Frank                          | Telefilme                           |
| 2003 – 2005 | Carnivàle                                     | Hermano Justin Crowe           | 24 episodios                        |
| 2006        | Lost                                          | Kelvin Inman                   | 2 episodios                         |
| 2007        | The Riches                                    | Rudy Blue                      | Episodio: "X Spots the Mark"        |
| 2008        | Law & Order                                   | Sheriff John Burkhart          | Episodio: "Knock Off"               |
| 2008        | Blank Slate                                   | Agente Miles McAvoy            | Telefilme                           |
| 2010        | The Deep End                                  | Hart Sterling                  | 6 episodios                         |
| 2010        | Leverage                                      | Hugh Whitman                   | Episodios: "The Gone Fishin' Job"   |
| 2010        | Medium                                        | Rob Walcott                    | Episodio: "Where Were You When...?" |
| 2011        | Aim High                                      | Boris "The Bear" Klopov        | 5 episodios                         |
| 2012        | The Frontier                                  | Jack Ramsay / Lamazee          | Piloto                              |
| 2013        | The Surgeon General                           | Becker                         | Piloto                              |
| 2013 – 2016 | Sleepy Hollow                                 | Sheriff August Corbin          | 6 episodios                         |
| 2014        | The Trip to Bountiful                         | Fiscal de distrito Brinkerhoff | Telefilme                           |
| 2014        | Agatha                                        | Hank                           | Piloto                              |
| 2014 – 2015 | The Flash                                     | General Wade Eiling            | 4 episodios                         |
| 2015 – 2016 | Chicago P.D.                                  | Eddie                          | 3 episodios                         |
| 2016        | Daredevil                                     | Ray Schoonover                 | 2 episodios                         |
| 2017        | The Punisher                                  | Ray Schoonover                 | Episodio: "Kandahar"                |
| 2018 – 2019 | Los Goldberg                                  | Mr. Crosby                     | 4 episodios                         |
| 2018 – 2019 | Billions                                      | Waylon "Jock" Jeffcoat         | 16 episodios                        |
| 2019        | Schooled                                      | Mr. Crosby                     | 5 episodios                         |
| 2019        | The Crown                                     | Lyndon B. Johnson              | Episodio: "Margaretology"           |
| 2019        | The Mandalorian                               | Burg                           | Episodio: "Chapter 6: The Prisoner" |
| 2019 – 2020 | Emergence                                     | Edward Sawyer                  | 13 episodios                        |
| 2021        | Dexter: New Blood                             | Kurt Caldwell                  | 8 episodios                         |
| 2023        | Ahsoka                                        | Ryder Azadi                    |                                     |

### Papeles de voz

#### Cine
| Año  | Título                                         | Personaje                      | Notas             |
| ---- | ---------------------------------------------- | ------------------------------ | ----------------- |
| 1995 | Gargoyles the Movie: The Heroes Awaken         | Hakon                          | Direct-to-video   |
| 1997 | Annabelle's Wish                               | Abogado, Sheriff               | Direct-to-DVD     |
| 1998 | The Jungle Book: Mowgli's Story                | Akela the Wolf                 | Direct-to-DVD     |
| 2000 | The Little Mermaid II: Return to the Sea       | Undertow                       | Direct-to-DVD     |
| 2001 | Recess: School's Out                           | Hombre calvo                   |                   |
| 2003 | Atlantis: El regreso de Milo                   | Volgud                         | Direct-to-DVD     |
| 2003 | Jimmy Neutron's Nicktoon Blast                 | Don Cangrejo                   | Corto             |
| 2004 | Bob Esponja: la película                       | Don Cangrejo                   |                   |
| 2005 | Pompoko                                        | Gonta                          | Doblaje al inglés |
| 2009 | Superman/Batman: Public Enemies                | Lex Luthor                     | Direct-to-DVD     |
| 2011 | Green Lantern                                  | Parallax                       |                   |
| 2013 | LEGO Batman: The Movie - DC Super Heroes Unite | Lex Luthor                     | Direct-to-DVD     |
| 2014 | Iron Man & Captain America: Heroes United      | Taskmaster                     | Direct-to-DVD     |
| 2015 | Bob Esponja: Un héroe fuera del agua           | Don Cangrejo / Sir Pinch-A-Lot |                   |
| 2017 | Tangled: Before Ever After                     | King Frederic                  | Telefilme         |
| 2019 | La Gran Fiesta de Cumpleaños de Bob Esponja    | Don Cangrejo                   | Telefilme         |
| 2021 | Bob Esponja: Al Rescate                        | Don Cangrejo                   | En producción     |

#### Televisión
| Año             | Título                                                  | Personaje | Notas                                      |
| --------------- | ------------------------------------------------------- | --- | ------------------------------------------ |
| 1994            | La sirenita                                             | Octopin Leader | Episodio: "Heroes"                         |
| 1994 – 1996     | Gargoyles                                               | Hakkon / Wolf / Tomas Brod | 12 episodios                               |
| 1996            | Mortal Kombat: Defenders of the Realm                   | Raiden | 13 episodios                               |
| 1996            | The Incredible Hulk                                     | Sasquatch | Episodio: "Man to Man, Beast to Beast"     |
| 1996 – 1997     | The Mighty Ducks                                        | Siege | 23 episodios                               |
| 1996 – 2000     | Superman: The Animated Series                           | Lex Luthor / Janitor #2 | 19 episodios                               |
| 1997            | The Real Adventures of Jonny Quest                      | Col. Nikola / The Entity / Prof. Francois | 2 episodios                                |
| 1997            | The Legend of Calamity Jane                             | Wild Bill Hickok | 13 episodios                               |
| 1997            | Extreme Ghostbusters                                    | Tempus | Episodio: "Ghost Apocalyptic Future"       |
| 1997            | Hey Arnold!                                             | Porkpie | Episodio: "Freeze Frame"                   |
| 1997 – 1998     | Zorro                                                   | Voces adicionales | 26 episodios                               |
| 1998            | Hércules                                                | Blotox | Episodio: "Hercules and the Techno Greeks" |
| 1998            | The Secret Files of the Spy Dogs                        | Baron Bone | Episodio: "Bone"                           |
| 1998            | The Lionhearts                                          | Butch | 1 episodio                                 |
| 1998 – 2000     | Voltron: The Third Dimension                            | IGOR / Robot Maximus | 5 episodios                                |
| 1999            | Timón y Pumba                                           | Angry Man | Episodio: "Boo Hoo Bouquet"                |
| 1999            | The Angry Beavers                                       | Harrington | Episodio: "In Search of Big Byoo-Tox"      |
| 1999            | Godzilla: The Series                                    | Maxmillian Spiel | 2 episodios                                |
| 1999            | The Night of the Headless Horseman                      | Hessian Trooper | Telefilme                                  |
| 1999 – 2001     | Big Guy and Rusty the Boy Robot                         | Legion Ex Machina #1–5 | 26 episodios                               |
| 1999 – presente | Bob Esponja                                             | Don Cangrejo / Cliente #2 / Cliente #1 / Singer #4 / Penny / TV Fish / Man / Pez #1 / Vendedor / Pez 38 / Wheelbarrow Fish / Prehistoric Krabs / Courtroom Fish / Dungeon Master / Vendedor de coches / Pez #8 / Usher / Movie Patron / Obrero de la construcción / Customer #5 / Jugador de hockey #2 / Mayor / Spectre #2 / Pez elegante / Pez ciego / Newscaster #1 / Los tres sobrinos de Mr. Krabs / Computer / Window Repair Fish / Dude Fish / Cerebro / Pez / Pez #2 / Peasant / Pez de ciudad / Pez #5 / Olaf #8 / Champ #2 / Pez #105 / Seguridad / Big G / Pez #36 / Chum Customer #2 / Tom / Pez #83 / Eagle Head / Papá / Pez #49 / Pez #33 / Ranger / Soothsayer / Giant Bell Hop / Cliente / Cliente #2 / Pez #37 / Pez #40 / Pasajero / Un tipo / Policía #1 / Vacuum / General / Pez #5 / Teen Boy #6 / Charlie / Fat Hairy Fish / Ladrón de bancos #2 / Male Fish #1 / Male Fish #3 / Jellien Mr. Krabs / Jellien Fish #6 / Fish #42 / Sea Troll / Guardia / Male Fish #107 / Audience Member / Policía / Cliente #3 / Pez #6 / Fake Santa / Extra #3 / Big Dude / Prisionero #6 / Cliente #4 / Pizza Pete / Tough Fish Leader / Mr. Krabs' Eyes / Business Fish #3 / Prison Guard / Padre / Fish Friend / Cliente / Dr. Manfish / Ronnie / Patron #4 / Graduating Fish / Yet Another Fish / Sacerdote / Ascensorista / Patron / Tough Fish / Motorcycle Cop / Bubble Boat Driver / Jailer / Motorista / Fish Man / Eyes / Phone Doctor / Ribeye / Guy / Trash Dispatch / Pez verde / Mailman Assembly Line Fish #2 / Business Fish #2 / Payasos / Doodle Mr. Krabs / Pez casado / Balloon One / Desk Sergent / Pez conductor #2 / Maitre D / Pescador / Money Krabs / Krabs Coins / The Virus / Bubble Person / Bubble Prisoner / Krabs Bot / Driver #1 / Toilet Fish / Mob Fish #2 / Buff Prisoner / Worm Owner / Sea Chimps / Fish Guy in Back / Profesor / Clientes / Máquina #2 / Krabs Senior / Grandpappy Krabs / Great Grandpop Krabs / Civil War Era Krabs / Ancient Egypt Krabs / Unhappy Guy / Invitado a la fiesta #2 / Mr. Slabs / Manager / Plankrab / Toilet Patron / Fish Passenger | 236 episodios                              |
| 2000            | Roughnecks: Starship Troopers Chronicles                | Sargento Charlie Zim | 3 episodios                                |
| 2000            | Recreo                                                  | Teniente LaMaise | Episodio: "The Army Navy Game"             |
| 2000            | Histeria!                                               | Voces adicionales | Episodio: "North America"                  |
| 2000            | Buzz Lightyear of Star Command                          | Tough / Centinela #2 / Kleev | 2 episodios                                |
| 2000            | Batman Beyond                                           | Big Time | Episodio: "Betrayal"                       |
| 2000 – 2005     | Jackie Chan Adventures                                  | Capitán Black / Ratso / Super Moose / Dino Stefanson / Old West Ratso / Old West Captain Black / Buford MacDonald / Padre / Capitán Black Dark / Capitán Black Lite / Bopper / Ricky Rothman | 67 episodios                               |
| 2001            | The Zeta Project                                        | Sheriff Morgan | 2 episodios                                |
| 2001 –2005      | Totally Spies!                                          | Hacker | 203 episodios                              |
| 2001 – 2003     | Liga de la justicia                                     | Lex Luthor | 8 episodios                                |
| 2001 –2004      | Lloyd in Space                                          | Agente Frank Horton | 12 episodios                               |
| 2002            | Las chicas superpoderosas                               | Mascumax | Episodio: "Members Only"                   |
| 2002            | Samurai Jack                                            | Dragon | Episodio: "Jack and the Farting Dragon"    |
| 2003            | Spider-Man: The New Animated Series                     | Raymond | Episodio: "Sword of Shikata"               |
| 2003            | Teen Titans                                             | Trident | Episodio: "Deep Six"                       |
| 2003 –2007      | All Grown Up!                                           | Vice Principal Pangborn / Hombre (2) / Backhoe Driver / Barker / Plastic Soccer Players / Sargento de policía | 10 episodios                               |
| 2004            | Duck Dodgers                                            | Archiduque Zag | Episodio: "Pig Planet"                     |
| 2004            | Las aventuras de Brandy y el Sr. Bigotes                | Sarge | Episodio: "Private Antics, Major Problems" |
| 2004 –2005      | Megas XLR                                               | Gorrath / Guy / Navegante glorft / Científico glorft / Piloto alienígena / Auto Show Worker / Camionero | 10 episodios                               |
| 2004 –2006      | Justice League Unlimited                                | Lex Luthor / The Flash / Wally West / Vicepresidente / Guardián de Oa | 13 episodios                               |
| 2004 –2006      | Super Robot Monkey Team Hyperforce Go!                  | Otto / Guardián de dos cabezas / Pa Shinko | 52 episodios                               |
| 2004 –2007      | The Batman                                              | Mr. Freeze / Bane / Lex Luthor | 6 episodios                                |
| 2005            | Catscratch                                              | Barkmeat | Episodio: "Off the Leash"                  |
| 2005            | The Life and Times of Juniper Lee                       | Lex Luthor / Nestor | Episodio: "Monster Con"                    |
| 2005 –2006      | A.T.O.M.                                                | Alexander Paine | 12 episodios                               |
| 2005, 2007      | Kim Possible                                            | Comandante Kane / Yono el Destructor | 2 episodios                                |
| 2005 –2007      | Jake Long: el dragón occidental                         | Dark Dragon | 3 episodios                                |
| 2006            | Lilo & Stitch: The Series                               | Ego Leader | Episodio: "Ace"                            |
| 2006            | Avatar: The Last Airbender                              | Long Feng, Bosco | 5 episodios                                |
| 2006 –2007      | Biker Mice from Mars                                    | Cataclysm / Newsman / Puss / Po'ele / Newscaster | 12 episodios                               |
| 2007            | Ben 10                                                  | Kenko | Episodio: "Game Over"                      |
| 2007 –2010      | American Dad!                                           | Henry Fischer / Clyde Templeton / Store Manager | 3 episodios                                |
| 2008            | Ben 10: Alien Force                                     | Dragon | Episodio: "Be-Knighted"                    |
| 2008 –2009      | Wolverine and the X-Men                                 | Mister Sinister | 3 episodios                                |
| 2008 –2009      | The Spectacular Spider-Man                              | George Stacy / Rhino / Ox | 16 episodios                               |
| 2009            | Phineas y Ferb                                          | El regurgitador / Santa Claus / Regurgitador / Voces adicionales | 5 episodios                                |
| 2009            | The Secret Saturdays                                    | Dr. Bara | Episodio: "Shadows of Lemuria"             |
| 2010            | Batman: The Brave and the Bold                          | Per Degaton / Rohtul | 2 episodios                                |
| 2010            | Kick Buttowski: Medio doble de riesgo                   | Magnus Magnuson | 2 episodios                                |
| 2010            | Hora de aventura                                        | Narrador / Demon Cat / Evil Guy (Dungeon) | 2 episodios                                |
| 2010 –2011      | G.I. Joe: Renegades                                     | Destro / James McCullen / James McCullen XXIV / Truman / Whistleblower | 6 episodios                                |
| 2010 –2011      | Los pingüinos de Madagascar                             | Buck Rockgut | 3 episodios                                |
| 2010 –2012      | The Avengers: Earth's Mightiest Heroes                  | Odín | 3 episodios                                |
| 2010 –2013      | Pound Puppies                                           | Salty / Billy Ray / Rocky / Tyson / Sterling Von Oxford / Dog Show Announcer / Stain / Perro callejero #2 / Guardia de seguridad | 8 episodios                                |
| 2011            | ThunderCats                                             | Grune | 6 episodios                                |
| 2011 –2013      | Transformers: Prime                                     | Silas | 8 episodios                                |
| 2011 –2013      | Star Wars: The Clone Wars                               | Savage Opress / Voces adicionales | 8 episodios                                |
| 2012            | Young Justice                                           | King Faraday | Episodio: "Performance"                    |
| 2012            | Green Lantern: The Animated Series                      | General Zartok | 2 episodios                                |
| 2012            | The Legend of Korra                                     | Yakone | 2 episodios                                |
| 2012 –2013      | Scooby-Doo! Mystery Incorporated                        | Hebediah Grim / Nibiru | 3 episodios                                |
| 2012 –2017      | Ultimate Spider-Man                                     | Taskmaster / Acólito #2 / Ricachón / Thunderbolt Ross / Red Hulk / Hombre / The Phantom Rider / Ben Parker | 11 episodios                               |
| 2012 –2017      | Las tortugas ninja                                      | Chris Bradford / Dogpound / Rahzar / Dogpound / Homeless Guy / Neutrinos / Teniente Zax | 30 episodios                               |
| 2013            | Wander Over Yonder                                      | Badlands Dan | Episodio: "The Bad Guy/The Troll"          |
| 2013            | Kung Fu Panda: Legends of Awesomeness                   | Pei Mei | Episodio: "Five is Enough"                 |
| 2013            | Dark Minions                                            | Drebnor | Piloto                                     |
| 2013            | DC Nation Shorts                                        | Negative Man, General Immortus | 3 episodios                                |
| 2013 –2015      | Sofia the First                                         | Constable Myles | 3 episodios                                |
| 2013 –2015      | Hulk and the Agents of S.M.A.S.H.                       | Thunderbolt Ross / Red Hulk / Uatu the Watcher / Hogun / Skrull #2 / Black Bolt / Little Monster / Deputy Warden / General Thunder Lizard Rossasaurus / Inteligencia suprema de los kree | 52 episodios                               |
| 2014            | Archer                                                  | Ricky | Episodio: "Archer Vice: Baby Shower"       |
| 2014            | TripTank                                                | Policía / El Jefe / Doctor / Baby | 3 episodios                                |
| 2014            | Robot Chicken DC Comics Special 2: Villains in Paradise | Gorilla Grodd | Especial televisivo                        |
| 2014 –2019      | Los Vengadores unidos                                   | Uatu the Watcher / Red Hulk / Taskmaster | 10 episodios                               |
| 2015            | Axe Cop                                                 | Soldado / Bigfoot / Bad Hunter / Satan / Junior Cobbb / Reportero | 3 episodios                                |
| 2015            | Golan the Insatiable                                    | Anciano | Episodio: "Pilot"                          |
| 2015            | Mickey Mouse                                            | Pig Biker | Episodio: "Road Hogs"                      |
| 2015 –2018      | Star Wars Rebels                                        | Ryder Azadi / Slave Master / Piloto rebelde #2 / Trabajador de la fábrica / Stormtrooper Commander / Oficial imperial / Stormtrooper #2 | 12 episodios                               |
| 2016            | Sheriff Callie's Wild West                              | Wildcat McGraw | 1 episodio                                 |
| 2016            | The Adventures of Puss in Boots                         | Bloodwolf | Episodio: "The Bloodwolf"                  |
| 2016 –2018      | Trollhunters: Tales of Arcadia                          | Gunmar | 28 episodios                               |
| 2016 –2018      | The Venture Bros.                                       | Red Death | 4 episodios                                |
| 2016, 2019      | Milo Murphy's Law                                       | Javier / Mr. Blunt | 2 episodios                                |
| 2017, 2020      | Rick and Morty                                          | Risotto Groupon / Vengeful Train Passenger | 2 episodios                                |
| 2017            | OK K.O.! Let's Be Heroes                                | Mr. Cardsley / Powio Statue / Pavel | Episodio: "No More Pow Cards"              |
| 2017 –2018      | Stretch Armstrong and the Flex Fighters                 | Jack Kinland / Smokestack | 2 episodios                                |
| 2017 –2020      | Las Aventuras Enredadas de Rapunzel                     | King Frederic | 24 episodios                               |
| 2018            | Dallas & Robo                                           | The Stranger | 4 episodios                                |
| 2018            | 3Below: Tales of Arcadia                                | Gunmar | Episodio: "Lightning in a Bottle"          |
| 2018 –2019      | The Epic Tales of Captain Underpants                    | Mr. Ree / Splotch | 4 episodios                                |
| 2019            | Niko and the Sword of Light                             | Otto the Automatron | 2 episodios                                |
| 2019            | Mao Mao: Heroes of Pure Heart                           | Shin Mao | Episodio: "Small"                          |
| 2020            | Patoaventuras                                           | Preston Tyler | Recurrente                                 |
| 2021            | What If...?                                             | Episodio: "Qué pasaría si Thor fuera hijo único" | Surtur                                     |

#### Videojuegos
| Año  | Título                                                | Personaje                                 | Notas                       |
| ---- | ----------------------------------------------------- | ----------------------------------------- | --------------------------- |
| 1997 | Lands of Lore: Guardians of Destiny                   | The Draracle, Dracoid, Large Imp          |                             |
| 1997 | Crash Bandicoot 2: Cortex Strikes Back                | Doctor Neo Cortex                         |                             |
| 1997 | Fallout                                               | Rhombus                                   |                             |
| 1998 | Crash Bandicoot: Warped                               | Dr. Neo Cortex, Uka Uka                   |                             |
| 1998 | Spyro the Dragon                                      | Varios                                    |                             |
| 1999 | Lands of Lore III                                     | Draracle, Celerian                        |                             |
| 1999 | Crash Team Racing                                     | Dr. Cortex, Uka Uka                       |                             |
| 2000 | Crash Bash                                            | Dr. Cortex, Uka Uka                       |                             |
| 2001 | Crash Bandicoot: The Wrath of Cortex                  | Dr. Cortex, Uka Uka                       |                             |
| 2002 | SpongeBob SquarePants: Employee of the Month          | Don Cangrejo                              |                             |
| 2002 | Superman: Shadow of Apokolips                         | Lex Luthor                                |                             |
| 2002 | Run Like Hell: Hunt or Be Hunted                      | Dag'rek                                   |                             |
| 2002 | Star Wars: Bounty Hunter                              | Montross                                  |                             |
| 2002 | Minority Report: Everybody Runs                       | John Anderton                             |                             |
| 2002 | SpongeBob SquarePants: Revenge of the Flying Dutchman | Don Cangrejo                              |                             |
| 2003 | Nickelodeon Toon Twister 3D                           | Don Cangrejo                              |                             |
| 2003 | Crash Nitro Kart                                      | Cortex, Uka Uka                           |                             |
| 2003 | Jak II                                                | Baron Praxis                              |                             |
| 2004 | Jak 3                                                 | Baron Praxis                              |                             |
| 2004 | Bob Esponja: La Película                              | Don Cangrejo                              |                             |
| 2005 | SpongeBob SquarePants: Lights, Camera, Pants!         | Don Cangrejo                              |                             |
| 2005 | Sly 3: Honor Among Thieves                            | Lt. Gronk                                 | Sin acreditar               |
| 2006 | Saints Row                                            | Alderman Hughes                           |                             |
| 2007 | Avatar: The Last Airbender – The Burning Earth        | Long Feng                                 |                             |
| 2009 | SpongeBob's Truth or Square                           | Acreditado en agradecimientos especiales. |                             |
| 2010 | God of War III                                        | Hades                                     |                             |
| 2012 | Lego Batman 2: DC Super Heroes                        | Lex Luthor                                |                             |
| 2012 | Call of Duty: Black Ops II                            | Soldado de la fuerza de ataque            |                             |
| 2012 | PlayStation All-Stars Battle Royale                   | Baron Praxis                              |                             |
| 2013 | SpongeBob SquarePants: Plankton's Robotic Revenge     | Don Cangrejo                              |                             |
| 2014 | Lichdom: Battlemage                                   | Roth                                      |                             |
| 2014 | Lego Batman 3: Beyond Gotham                          | Lex Luthor                                |                             |
| 2015 | SpongeBob HeroPants                                   | Don Cangrejo / Sir Pinch-A-Lot            |                             |
| 2015 | Tom Clancy’s Rainbow Six Siege                        | Maestro                                   |                             |
| 2016 | Hammer 2: Reloaded                                    | Hammer                                    |                             |
| 2017 | Mass Effect: Andromeda                                | Alec Ryder                                |                             |
| 2018 | Detroit: Become Human                                 | Tte. Hank Anderson                        | Voz y captura de movimiento |
| 2018 | Lego DC Super-Villains                                | Lex Luthor                                |                             |

#### Parques temáticos
| Año  | Título                         | Personaje    | Notas |
| ---- | ------------------------------ | ------------ | ----- |
| 2003 | Jimmy Neutron's Nicktoon Blast | Don Cangrejo |       |
| 2005 | SpongeBob SquarePants 4-D      | Don Cangrejo |       |